# Eduardo el Confesor
Eduardo el Confesor (c. 1003 - 5 de enero de 1066), conocido también como San Eduardo el Confesor, fue rey de Inglaterra entre 1042 y 1066; hijo de Etelredo II el Indeciso y Emma de Normandía. Fue uno de los últimos reyes anglosajones de Inglaterra y es generalmente considerado como el último rey de la casa de Wessex.La Iglesia católica conmemora su festividad el 5 de enero.
Eduardo fue el sucesor de Canuto Hardeknut, hijo de Canuto el Grande, y restauró el gobierno de la casa de Wessex, después del período del mandato danés desde que Canuto conquistó Inglaterra en 1016. Cuando Eduardo murió en 1066, fue sucedido por Haroldo Godwinson, que fue derrotado y muerto ese mismo año por los normandos, comandados por Guillermo el Conquistador, durante la batalla de Hastings.
Tradicionalmente se le describe como ingenuo y piadoso y se cree que su reinado fue notable por la desintegración del poder real en Inglaterra y el avance en el poder de la familia Godwin. Sin embargo, sus biógrafos Frank Barlow y Peter Rex están en desacuerdo, ya que para ellos Eduardo fue un rey eficiente, dinámico, ingenioso y a veces implacable, pero cuya reputación ha sido injustamente empañada por la conquista normanda que aconteció poco después de su muerte. Otros historiadores consideran que esta imagen es solo parcialmente cierta, pero que no lo es en absoluto en la última fase de su reinado. En opinión de Richard Mortimer, el retorno de los Godwin desde el exilio en 1052, «significaba el fin efectivo de su ejercicio del poder». La diferencia en su nivel de actividad en comparación con la primera parte de su reinado «implica una retirada de las responsabilidades».
A Eduardo se le llama confesor en el sentido de confesor de la fe, como se denomina en la tradición cristiana a alguien que se cree que vivió una vida santa pero que no fue un mártir, en latín: S. Eduardus Confesor rex Anglorum, en contraposición a S. Eduardus Martyr rex Anglorum. Fue canonizado por el papa Alejandro III en 1161 y es conmemorado el 13 de octubre por la Iglesia de Inglaterra y la Iglesia católica en Inglaterra y Gales. Los reyes Eduardo y Edmundo fueron los santos nacionales de Inglaterra hasta que Eduardo III adoptó como patrón a San Jorge aproximadamente en 1350.

## Primeros años y exilio

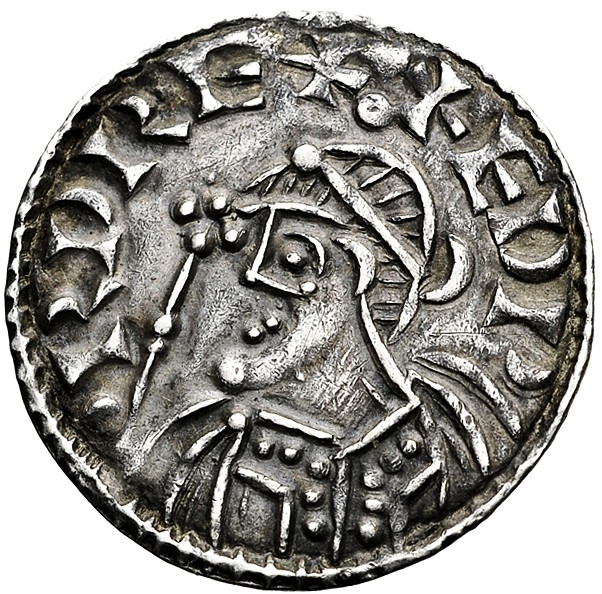
Penique de Eduardo el Confesor.

Eduardo fue el séptimo hijo de Etelredo II el Indeciso y el primero con su segunda esposa, Emma de Normandía. Nació entre 1002 y 1005 en Islip, Oxfordshire, (los primeros registros en que aparece datan de 1005), y tenía un hermano, Alfredo, y una hermana, Godgifu. En los documentos siempre figuraba detrás de sus hermanos mayores, demostrando que su rango estaba por debajo del de ellos.
Durante su infancia, Inglaterra fue blanco de ataques vikingos e invasiones comandadas por Svend I de Dinamarca y su hijo, Canuto. Después de que Svend incautó el trono en 1013, Emma huyó a Normandía con Eduardo y Alfredo y más adelante fue seguida por Etelredo. Svend murió en febrero de 1014 y los líderes ingleses invitaron a Etelredo a volver, con la condición de que se comprometiera a gobernar de manera «más justa» que antes. Etelredo aceptó y envió a Eduardo con sus embajadores.
Etelredo murió en abril de 1016 y fue sucedido por el medio hermano mayor de Eduardo, Edmundo Ironside, quien continuó la lucha contra Canuto, el hijo de Svend. Según la tradición escandinava, Eduardo peleó junto a Edmundo; como se supone que a lo sumo tenía trece años en ese momento, esa parte de la historia es discutida. Edmundo falleció en noviembre de 1016 y Canuto se convirtió en el rey indiscutible. Eduardo volvió de nuevo al exilio con su hermano y su hermana, pero a su madre no le gustaba la marginación y en 1017 se casó con Canuto. Ese mismo año, Canuto ejecutó a Eadwig Etheling, el único medio hermano mayor de Eduardo que aún sobrevivía, por lo que este quedó como el principal pretendiente anglosajón al trono.
Eduardo pasó un cuarto de siglo en el exilio, probablemente la mayor parte en Normandía, aunque no hay evidencia de su ubicación hasta principios de los años 1030. Posiblemente recibió apoyo de su hermana Godgifu, quien se casó con Drogo de Mantes, conde de Vexin, cerca de 1024. A principios de los años 1030, Eduardo aparece como testigo en cuatro documentos oficiales en Normandía, firmando dos de ellos como rey de Inglaterra. Según el cronista normando Guillermo de Jumièges, Roberto I, duque de Normandía intentó invadir Inglaterra para colocar a Eduardo en el trono cerca de 1034, pero fue desviado de curso hacia Jersey. También recibió apoyo en su pretensión al trono de algunos abades continentales, particularmente de Roberto, de la abadía normanda de Jumièges, que más adelante se convirtió en el arzobispo de Canterbury de Eduardo. De Eduardo se dice que desarrolló una intensa piedad personal durante este período, pero los historiadores modernos consideran que esto fue producto de la campaña medieval que se llevó a cabo para su canonización. Según Frank Barlow, «su estilo de vida parece haber sido el de un típico miembro de la nobleza rural». Durante este periodo parecía tener escasas perspectivas de acceder al trono inglés y su ambiciosa madre estaba más interesada en apoyar a Canuto Hardeknut, su hijo con Canuto.
Canuto murió en 1035 y Hardeknut le sucedió como rey de Dinamarca. No está claro si pretendía tener Inglaterra también, pero estaba demasiado ocupado en la defensa de su posición en Dinamarca para viajar hacia allá y hacer válida cualquier reclamación. Por tanto, se decidió que su medio hermano mayor, Haroldo Harefoot, actuaría como regente, mientras que Emma retuvo Wessex en representación de su hijo. Eduardo y su hermano Alfredo llegaron por separado a Inglaterra en 1036. Emma afirmó más tarde que acudieron en respuesta a una carta donde les invitaba a visitarla, que había sido falsificada por Haroldo, pero los historiadores creen que probablemente los invitó en un esfuerzo por contrarrestar la creciente popularidad de Haroldo. Alfredo fue capturado por Godwin, conde de Wessex, quien le entregó a Haroldo Harefoot. Haroldo cegó a Alfredo aplicando un atizador al rojo vivo contra sus ojos con la intención de hacerlo inadecuado para reinar; y poco después murió como consecuencia de las heridas. Se cree que este asesinato es la fuente de gran parte del odio que Eduardo manifestó posteriormente hacia el conde y una de las principales razones del destierro de Godwin en el otoño de 1051. Se dice que Eduardo sostuvo una exitosa escaramuza cerca de Southampton y luego regresó a Normandía. Así mostró su prudencia, aunque tenía cierta reputación como soldado en Normandía y Escandinavia.
Haroldo fue aceptado como rey en 1037 y al año siguiente expulsó de Inglaterra a Emma, quien se retiró a Brujas. Emma convocó a Eduardo y le pidió su ayuda para Hardeknut, pero este se negó porque no tenía recursos para iniciar una invasión y además negó tener interés en reclamar el trono para sí mismo. Cuando Hardeknut sintió segura su posición en Dinamarca, planeó una invasión, pero Haroldo murió en 1040 y Hardeknut fue capaz de llegar a Inglaterra sin oposición en compañía de su madre para tomar posesión del trono inglés.
Hardeknut invitó a Eduardo a visitar Inglaterra en 1041, probablemente pensando en nombrarlo su heredero porque sabía que tenía poco tiempo de vida. Según el Quadripartitus del siglo XII, una compilación considerada convincente por el historiador John Maddicott, fue llamado por intervención del obispo Elfwine de Winchester y el conde Godwin de Wessex. Eduardo se encontró con «los thegns de toda Inglaterra» en Hursteshever, probablemente Hurst Head, la playa pedregosa de un cordón litoral situado frente a la isla de Wight, donde más adelante se construiría el castillo Hurst. Allí fue recibido como rey a cambio de su juramento de que continuaría con las leyes de Canuto. De acuerdo con la Crónica anglosajona, Eduardo prestó juramento como rey junto a Hardeknut, pero un documento expedido por Hardeknut en 1042 lo describe como el hermano del rey.

## Primeros años de reinado

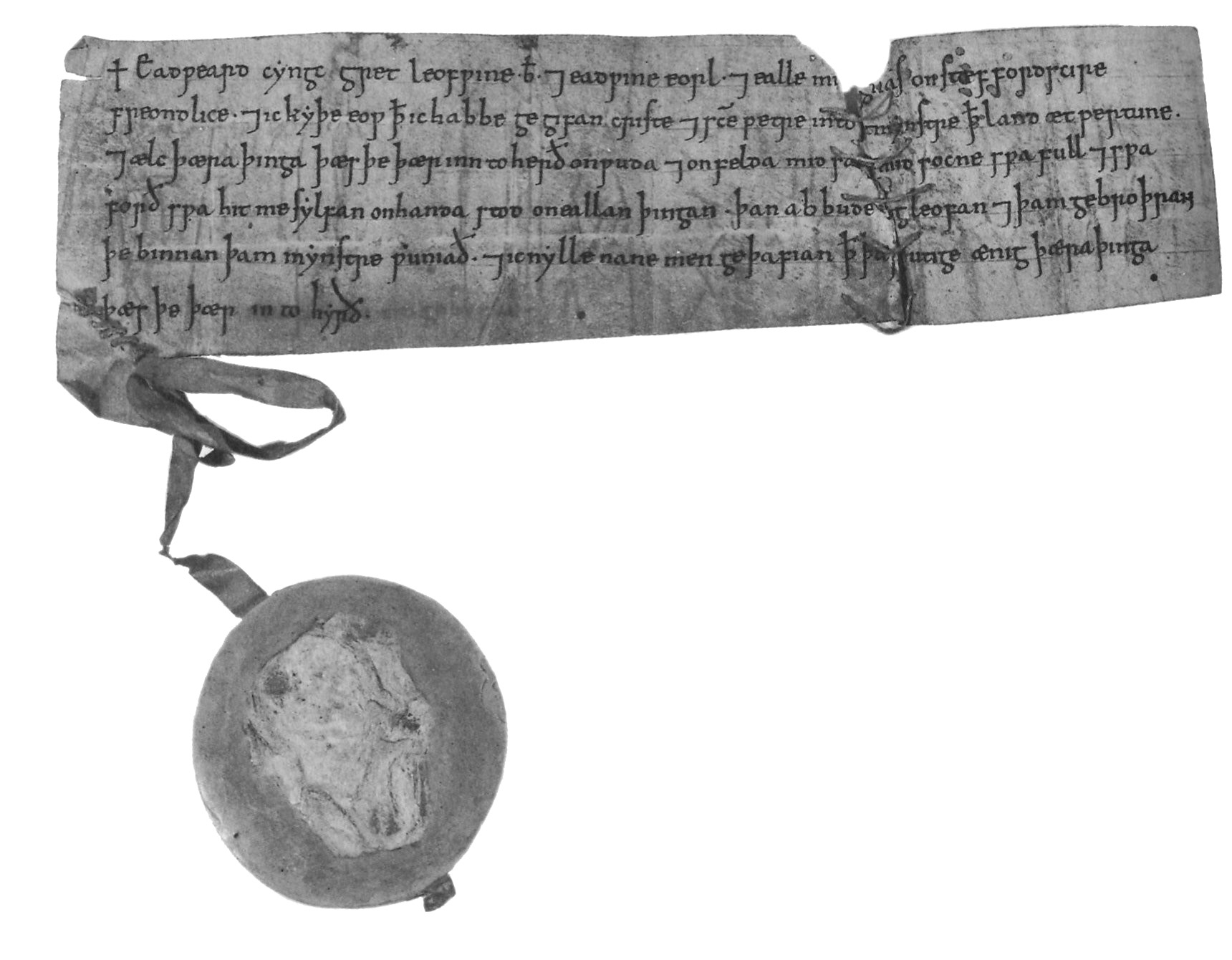
Una orden sellada de Eduardo el Confesor

Tras la muerte de Canuto Hardeknut el 8 de junio de 1042, Godwin, el más poderoso de los condes ingleses, apoyó que Eduardo lo sucediera en el trono. La Crónica anglosajona describe la popularidad que disfrutó en el momento de su ascenso al trono —«antes de que [Hardeknut] fuera sepultado, toda la gente en Londres eligió a Eduardo como rey». Eduardo fue coronado en la Catedral de Winchester, la sede real de los sajones del oeste, el 3 de abril de 1043.
Eduardo se quejaba de que su madre «había hecho por él menos de lo que hubiera deseado antes de convertirse en rey y también después». En noviembre de 1043, Eduardo cabalgó rumbo a Winchester con sus tres principales condes, Leofric de Mercia, Godwin de Wessex y Siward de Northumbria, para privarla de sus propiedades, posiblemente porque ella estaba aferrada al tesoro que pertenecía al rey. El consejero de Emma, Stigand, fue privado del Obispado de Elmham en Anglia Oriental. Sin embargo, pronto les fueron restauradas sus concesiones. Emma murió en 1052.
La posición de Eduardo cuando accedió al trono era débil. Un reinado eficaz requería de mantenerse en buenos términos con los tres principales condes, pero la lealtad a la antigua casa de Wessex se había erosionado por el período del mandato danés y solo Leofric descendía de una familia que había servido a Etelredo. Siward probablemente era danés y aunque Godwin era inglés, fue uno de los hombres que se alió con Canuto el Grande, e incluso se casó con la hermana de este. Sin embargo, en sus primeros años Eduardo restauró la monarquía fuerte tradicional, demostrando, en opinión de Frank Barlow, que era «un hombre vigoroso y ambicioso, un verdadero hijo del impetuoso Etelredo y la formidable Emma».
En 1043, Svend, hijo de Godwin, fue designado conde de una región en el suroeste de las Midlands, y el 23 de enero de 1045, Eduardo se casó con Edith, la hija de Godwin. Poco después, Haroldo y Beorn Estrithson, hermano y primo de Edith respectivamente, también obtuvieron condados al sur de Inglaterra. Godwin y su familia gobernaron subordinadamente todo el sur de Inglaterra. Sin embargo, Svend fue desterrado en 1047 por secuestrar a la abadesa de Leominster. En 1049 volvió para intentar recuperar su condado, pero se dice que se enfrentó a la oposición de Haroldo y Beorn, probablemente porque se les había otorgado la tierra de Svend en su ausencia. Svend asesinó a su primo Beorn y volvió otra vez al exilio. Raúl el Tímido recibió el condado de Beorn, pero al año siguiente el padre de Svend consiguió que le fuera devuelto.
La riqueza de las tierras de Eduardo superaba a las de los más grandes condados, pero estaban dispersas entre los condados del sur. No tenía ninguna área de influencia personal y parece que no intentó construir una. En 1050-51 incluso pagó por los catorce buques extranjeros que constituían su marina de guerra permanente y abolió el impuesto que se pagaba por ello. Sin embargo en asuntos eclesiásticos y extranjeros fue capaz de seguir su propia política. El rey Magnus I de Noruega aspiraba al trono inglés y en 1045 y 1046, temiendo una invasión, Eduardo tomó el mando de la flota en Sandwich, Kent. El hermano mayor de Beorn, Svend II de Dinamarca, se «ofreció a Edward como un hijo», esperando ayuda en su propia batalla con Magnus por el control de Dinamarca, pero en 1047 Eduardo rechazó la petición de Godwin de enviar ayuda a Svend, y fue la muerte de Magnus en octubre de ese año la que salvó a Inglaterra de un ataque y permitió a Svend acceder al trono danés.
Los historiadores modernos rechazan la visión tradicional de que Eduardo empleaba principalmente a sus favoritos normandos, pero tenía extranjeros en su casa, incluyendo unos pocos normandos, que llegaron a ser bastante impopulares. El jefe entre ellos era Roberto, abad de la abadía normanda de Jumièges, que había conocido a Eduardo desde los años 1030 y llegó a Inglaterra con él en 1041, convirtiéndose en obispo de Londres en 1043. Según la Vita Edwardi, se convirtió en el «consejero confidencial más poderoso al rey».

## La crisis de 1051-1052

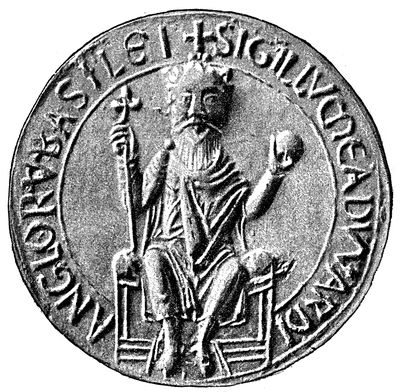
Sello de Eduardo: SIGILLVM EADWARDI ANGLORVM BASILEI (Sello de Eduardo coronado/Rey de los ingleses).

En los nombramientos eclesiásticos, Eduardo y sus asesores mostraron un sesgo contra candidatos con conexiones locales y cuando el clero y los monjes de Canterbury eligieron a un pariente de Godwin como arzobispo de Canterbury en 1051, Eduardo lo rechazó y nombró a Roberto de Jumièges, quien afirmó que Godwin estaba en posesión ilegal de algunas propiedades arzobispales. En septiembre, Eduardo fue visitado por su cuñado, el segundo marido de Godgifu, Eustaquio, conde de Boulogne; sus hombres provocaron una riña en Dover, Eduardo ordenó a Godwin que, como conde de Kent, castigara a los ciudadanos, pero este se puso del lado de la población y se negó. Eduardo aprovechó la oportunidad para subyugar a su conde más poderoso. El arzobispo Roberto acusó a Godwin de conspirar para matar al rey, tal como había matado a su hermano Alfredo en 1036, y Leofric y Siward apoyaron al rey y llamaron a sus vasallos. Svend y Haroldo llamaron a sus propios vasallos, pero ninguno de las partes quería una pelea, además Godwin y Svend aparentemente tenían cada uno un hijo como rehén, que habían sido enviados a Normandía. La posición de los Godwin se desintegró, ya que no estaban dispuestos a luchar contra el rey. Cuando Stigand, que estaba actuando como intermediario, transmitió la burla del rey de que Godwin podría tener paz si le devolvía a Alfredo y sus compañeros vivos y sanos, Godwin y sus hijos huyeron a Flandes e Irlanda. Eduardo repudió a Edith y la envió a un convento, tal vez porque no llegó a tener hijos, y el arzobispo Roberto la instó a divorciarse.

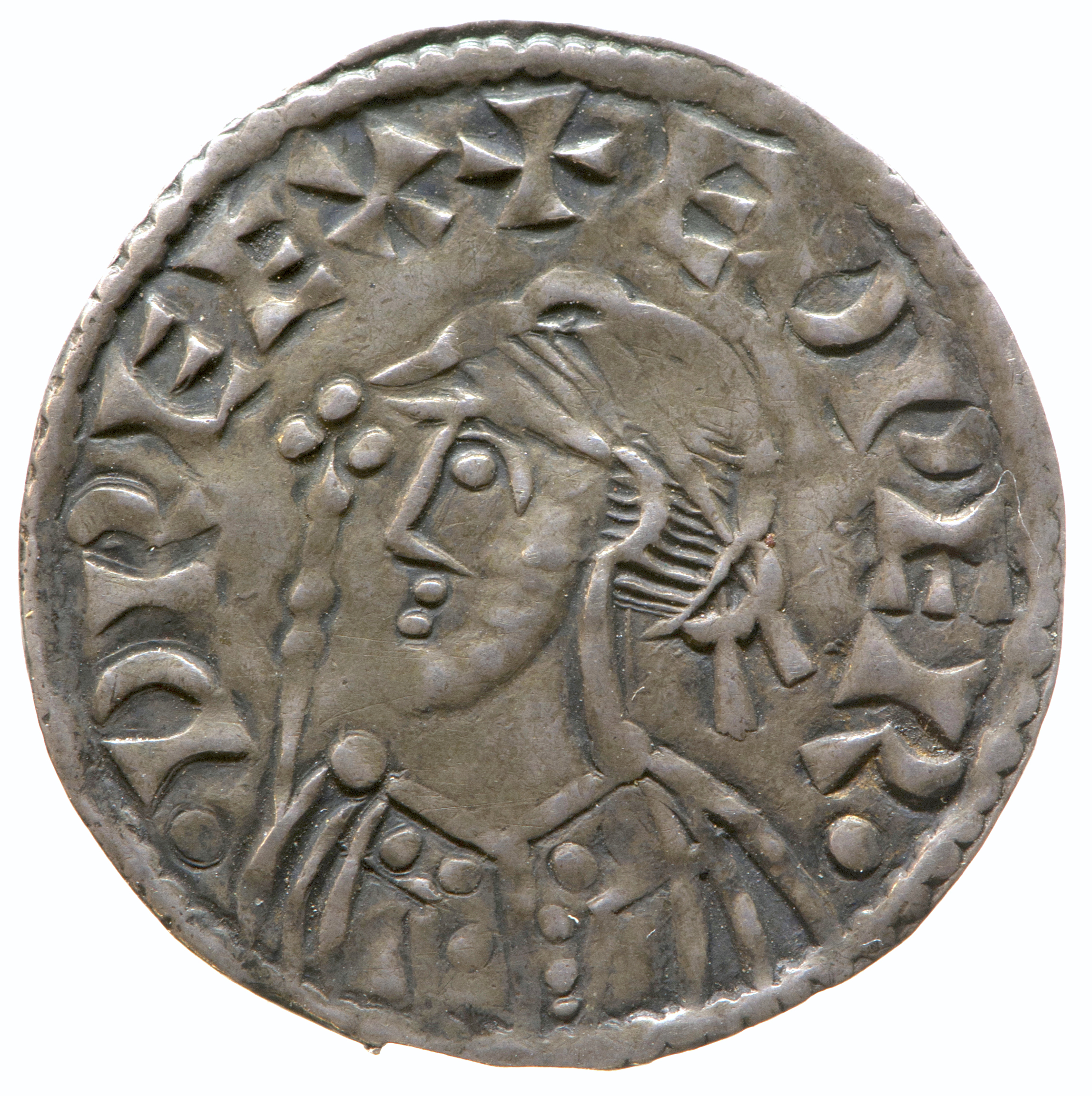
Penique de plata de Eduardo el Confesor

Svend peregrinó a Jerusalén (muriendo en el camino de regreso), pero Godwin y sus otros hijos volvieron con un ejército un año más tarde y recibieron un apoyo considerable, mientras que Leofric y Siward no apoyaron al rey. Ambos lados estaban preocupados de que una guerra civil dejaría el país en riesgo de una invasión extranjera. El rey estaba furioso, pero se vio obligado a ceder y devolver a Godwin y a Haroldo sus condados, mientras que Robert de Jumièges y otros franceses huyeron, temiendo la venganza de Godwin. Edith fue restablecida como reina y Stigand, que otra vez había actuado como intermediario entre las dos partes en la crisis, fue nombrado arzobispo de Canterbury en lugar de Roberto. Stigand conservó el obispado de Winchester y su pluralismo fue una fuente continua de conflicto con el Papa. El sobrino de Eduardo, el conde Ralph, que fue uno de sus principales partidarios en la crisis de 1051-52, pudo haber recibido por esas fechas el territorio de Svend en el condado de Hereford.

## Últimos años de reinado
Hacia mediados de los años 1050, Eduardo logró estructurar condados para evitar que los Godwin fueran dominantes. Godwin murió en 1053 y aunque Haroldo lo sucedió en el condado de Wessex, ninguno de sus otros hermanos fueron designados condes por esa fecha. En ese entonces los Godwin eran más débiles de lo que nunca habían sido desde el ascenso de Eduardo al trono, pero una sucesión de muertes alrededor de 1055-57 cambió completamente el cuadro. En 1055, Siward murió, pero su hijo era considerado demasiado joven para comandar Northumbria y Tostig, el hermano de Haroldo, se convirtió en conde de Northumbria. En 1057 murieron Leofric y Ralph, y Elfgar, hijo de Leofric, lo sucedió como conde de Mercia, mientras que Gyrth, hermano de Haroldo, fue designado conde de Anglia Oriental. El cuarto hijo sobreviviente de Godwin, Leofwine, recibió un condado en el sureste que fue tomado del territorio de Haroldo. En compensación, Haroldo recibió territorio de Ralph. Para 1057 los hermanos Godwin controlaban subordinadamente toda Inglaterra, a excepción de Mercia. No se sabe si Eduardo aprobó esta transformación o si tuvo que aceptarla, pero a partir de entonces parece que comenzó a retirarse de la política activa, dedicándose a la caza, que practicaba cada día después de asistir a la iglesia.
En la década de 1050, Eduardo llevó una política agresiva y generalmente acertada en relación con Escocia y Gales. Malcolm Canmore se exilió en la corte de Eduardo después de que Macbeth mató a Duncan I de Escocia y se apoderó del trono de Escocia. En 1054, Eduardo envió a Siward a invadir Escocia, este derrotó a Macbeth, y Malcolm, que lo había acompañado a la expedición, tomó el control del sur de Escocia. Para 1058, Malcolm había matado a Macbeth en batalla y recuperado el trono escocés. En 1059, visitó a Eduardo, pero en 1061 comenzó a asaltar Northumbria con el objetivo de incorporarla a su territorio.
En 1053, Eduardo ordenó el asesinato de Rhys ap Rhydderch, príncipe del sur galés, en represalia por una incursión en Inglaterra, y la cabeza de Rhys le fue entregada. En 1055, Gruffydd ap Llywelyn se estableció como gobernante de todo el país de Gales y se alió con Aelfgar de Mercia, que había sido proscrito por traición. Derrotaron al conde Ralph en Hereford y Harold tuvo que acumular fuerzas de casi toda Inglaterra para conducir a los invasores de regreso a Gales. La paz se consiguió cuando aceptaron el retorno de Aelfgar, que así pudo heredar el condado de Mercia tras la muerte de su padre en 1057. Gruffydd le juró a Eduardo ser un fiel rey vasallo. Aelfgar parece haber muerto en 1062 y a su hijo Edwin se le permitió sucederlo como conde de Mercia, pero Haroldo lanzó un ataque sorpresa a Gruffydd. Gruffydd logró escapar, pero cuando Haroldo y Tostig atacaron otra vez el año siguiente, se retiró y fue asesinado por enemigos galeses. Eduardo y Haroldo fueron capaces de imponer así vasallaje sobre algunos príncipes galeses.

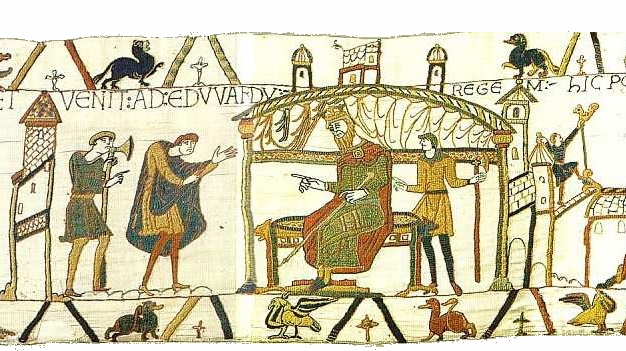
Haroldo entrevistándose con Eduardo, representados en la escena 25 del Tapiz de Bayeux

En octubre de 1065, Tostig, hermano de Haroldo y conde de Northumbria, estaba de cacería con el rey cuando sus thegns en Northumbria se rebelaron contra su régimen, que alegaron era opresivo, y mataron a unos 200 de sus seguidores. Nominaron a Morcar, hermano de Edwin de Mercia, como conde e invitaron a los hermanos a unirse a ellos en su marcha hacia el sur. Se encontraron con Haroldo en Northampton y Tostig acusó a Haroldo ante el rey de conspirar con los rebeldes. Tostig parece haber sido el favorito del rey y la reina, quienes exigieron que se suprimiera la rebelión, pero ni Haroldo ni nadie lucharon para apoyar a Tostig. Eduardo se vio obligado a enviarlo al destierro y la humillación pudo haber causado una serie de ataques que condujeron a su muerte. Estaba demasiado débil para asistir a la dedicación de su nueva iglesia en Westminster el 28 de diciembre, que para entonces todavía no estaba completa.
Eduardo probablemente confió el reino a Haroldo y Edith poco antes de morir el 4 o 5 de enero de 1066. El 6 de enero fue sepultado en la abadía de Westminster y Haroldo fue coronado el mismo día.

## La sucesión
Comenzando con Guillermo de Malmesbury a principios del siglo XII, los historiadores han especulado sobre las intenciones de Eduardo en relación con la sucesión. Una escuela de pensamiento es compatible con la tesis normanda que propone que Eduardo siempre tuvo la intención de que Guillermo el Conquistador fuera su heredero, aceptando la afirmación medieval de que Eduardo había decidido ser célibe desde antes de casarse, pero la mayoría de los historiadores considera que él esperaba tener un heredero con Edith, por lo menos hasta su pelea con Godwin en 1051. Guillermo puede haber visitado a Eduardo durante el exilio de Godwin y se cree que pudo haberle prometido hacerlo su heredero en este momento, pero los historiadores tienen discrepancias en relación con la seriedad de la promesa o de si más adelante él cambiara de idea.
Eduardo Etheling, hijo de Edmundo II de Inglaterra, era el más indicado para considerarse el heredero de Eduardo. Tras la muerte de su padre, siendo apenas un niño, fue llevado a Hungría; en 1054, el obispo Ealdred de Worcester visitó a Enrique III, emperador del Sacro Imperio Romano Germánico, para garantizar su regreso, probablemente con el fin de convertirse en heredero de Eduardo. El exiliado regresó a Inglaterra con su familia en 1057, pero murió casi inmediatamente. Su hijo Edgar, que entonces tenía cinco años de edad, fue educado en la corte inglesa. Fue designado como Etheling, que significa digno del trono, lo que podría denotar que Eduardo consideraba convertirlo en su heredero y brevemente fue declarado rey después de la muerte de Haroldo en 1066. Sin embargo, Edgar no estaba presente en las listas de testigos de los documentos oficiales de Eduardo y no existe evidencia en el Domesday Book de que fuera un importante terrateniente, lo que sugiere que fue marginado al final del reinado de Eduardo.
Después de mediados de la década de 1050, parece que Eduardo se retiró de los asuntos públicos, se volvió cada vez más dependiente de los Godwin y puede haberse reconciliado con la idea de que uno de ellos sería su sucesor. Los normandos afirmaron que Eduardo envió a Haroldo a Normandía en 1064, con la intención de confirmar la promesa de que Guillermo sería su sucesor. La evidencia más fuerte proviene de un apologista normando, Guillermo de Poitiers. Según su relato, poco antes de la batalla de Hastings, Haroldo envió un emisario a Guillermo, que admitió que Eduardo le había prometido el trono, pero argumentó que el compromiso quedó anulado por la promesa que le hizo a Haroldo en su lecho de muerte. En respuesta, Guillermo no discutió la promesa realizada en el lecho de muerte, pero sostuvo que la promesa previa de Eduardo tenía prioridad.
Según Stephen Baxter, «el manejo de los asuntos de la sucesión (por parte de Eduardo) fue peligrosamente confuso y contribuyó a una de las mayores catástrofes que los ingleses alguna vez hayan padecido».

## Abadía de Westminster

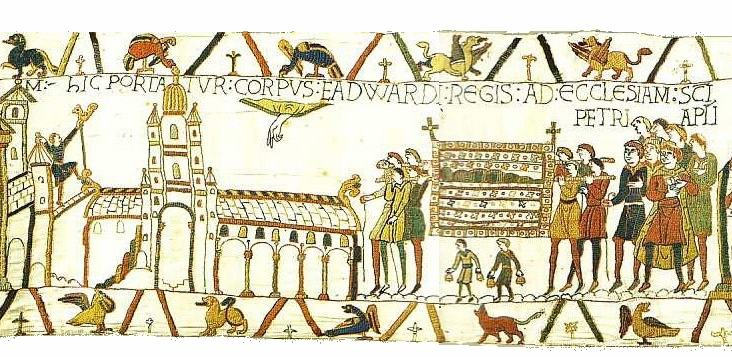
El funeral de Eduardo representado en la escena 26 del Tapiz de Bayeux

La afinidad normanda de Eduardo se observa más claramente en el proyecto de construcción más importante de su reinado, la abadía de Westminster, la primera iglesia de estilo románico normando en Inglaterra. Esta comenzó a construirse entre 1042 y 1052, como una iglesia para entierros reales, fue consagrada el 28 de diciembre de 1065 y completada años después de la muerte de Eduardo, alrededor de 1090. Fue demolida en 1245 para dar lugar a un nuevo edificio ordenado por Enrique III, que todavía sigue en pie. Era muy similar a la abadía de Jumièges, que fue construida por la misma época. Es probable que Robert de Jumièges estuviera estrechamente implicado en ambos edificios, aunque no está claro cuál es el original y cual la copia.
Eduardo parece no haber estado interesado en los libros y las artes, pero su abadía desempeñó un papel vital en el desarrollo de la arquitectura románica inglesa, demostrando que era un innovador y un generoso patrón de la iglesia.

## Canonización
Eduardo el Confesor fue el primer anglosajón y el único rey de Inglaterra en ser canonizado, pero formó parte de una tradición de santos reales ingleses (no canonizados), como Eadburh de Winchester, una hija de Eduardo el Viejo, Edith de Wilton, hija de Edgar el Pacífico, y Eduardo el Mártir. Con su propensión a tener ataques de rabia y su amor por la caza, Eduardo es considerado por muchos historiadores con pocas posibilidades de ser santo y opinan que su canonización tuvo tintes políticos, aunque algunos sostienen que su culto comenzó tan pronto que debe haber tenido algo creíble sobre que construirse.
Eduardo mostró una actitud mundana a la hora de hacer nombramientos de la iglesia. Cuando nombró a Roberto de Jumièges arzobispo de Canterbury en 1051, eligió al artesano principal Spearhafoc para reemplazar a Roberto como obispo de Londres. Roberto se negó a consagrarlo, diciendo que el papa lo había prohibido, pero Spearhafoc ocupó el obispado durante varios meses con el apoyo de Eduardo. Después de que los Godwin huyeron del país, Eduardo expulsó a Spearhafoc, que huyó con una gran provisión de oro y joyas que le habían dado para hacerle una corona a Eduardo. Stigand fue el primer arzobispo de Canterbury que no era monje en casi cien años y se dice que fue excomulgado por varios papas porque sostuvo Canterbury y Winchester en pluralidad. Varios obispos buscaron ser consagrados en el extranjero debido a la irregularidad de la posición de Stigand. Eduardo generalmente prefería clérigos que monjes para los obispados más importantes y más ricos, y es probable que aceptara regalos de los candidatos para los obispados y abadías. Sin embargo, sus nombramientos eran generalmente respetables. cuando Odda de Deerhurst murió sin herederos en 1056, Eduardo se apoderó de las tierras que Odda otorgó a la abadía de Pershore y las otorgó a su fundación de Westminster; la historiadora Ann Williams afirma que «en el siglo XI el Confesor no tenía la reputación de santo de la que disfrutó más adelante, en gran parte gracias a los esfuerzos de los monjes de Westminster».
Después de 1066, comenzó un sútil culto hacia Eduardo como santo, posiblemente desalentado por los primeros abades normandos de Westminster, que aumentó gradualmente en el siglo XII. Osbert de Clare, el prior de la abadía de Westminster, comenzó entonces a hacer campaña para la canonización de Eduardo, con el objetivo de aumentar la riqueza y el poder de la abadía. Para 1138, convirtió la Vita Edwardi, la vida de Eduardo encargada por su viuda, en la vida de un santo convencional. Se aprovechó de un ambiguo pasaje que podría haber significado que su matrimonio era casto, quizás para dar la idea de que la infertilidad de Edith no era culpa suya, para afirmar que Eduardo había sido célibe. En 1139, Osbert fue a Roma para solicitar la canonización de Eduardo con el apoyo del rey Esteban, pero le faltaba el apoyo completo de la jerarquía inglesa y Esteban había peleado con la iglesia, por lo que el papa Inocencio II aplazó la decisión declarando que Osbert carecía de suficientes testimonios de santidad de Eduardo. También existe registro de que el pueblo de Islyp, considerado lugar de nacimiento del rey, también se construyó una capilla dedicada a su culto local, mientras que los abades de Westminster se intalaban con una casa señorial en esta población, en un aparente intento de consagrar el lugar como punto secundario de peregrinación tras la propia abadía construida por Eduardo.
En 1159, se produjo una disputada elección al papado y el apoyo de Enrique II ayudó a asegurar el reconocimiento del papa Alejandro III. En 1160, el nuevo abad de Westminster, Laurence, aprovechó la oportunidad para renovar la solicitud de Eduardo. Esta vez tenía el pleno apoyo del rey y de la jerarquía inglesa y un papa agradecido emitió la bula de canonización el 7 de febrero de 1161, como resultado de la conjunción de los intereses de la abadía de Westminster, el rey Enrique II y el papa Alejandro III. Fue llamado «confesor» como se denomina en la tradición cristiana a alguien que se cree vivió una vida santa pero que no fue un mártir.Dos años después Santo Tomás Becket traslada su cuerpo incorrupto a una capilla del coro de Westminster.
En la década de 1230, el rey Enrique III se apegó al culto de san Eduardo y le encargó una nueva vida a Mateo de París. Enrique III también construyó una gran tumba nueva para Eduardo en la reconstruida abadía de Westminster. También nombró a su hijo mayor en su honor.
Hasta aproximadamente 1350, Edmundo el Mártir, Gregorio Magno y Eduardo el Confesor eran considerados como santos nacionales ingleses, pero Eduardo III prefirió la figura más bélica de San Jorge y en 1348 fundó la Orden de la Jarretera y nombró a San Jorge su santo patrón. La orden se alojó en el castillo de Windsor y la capilla de san Eduardo el Confesor fue dedicada a san Jorge, que fue aclamado patrón del pueblo inglés en 1351. Eduardo nunca fue un santo popular, pero era importante para la dinastía normanda, que afirmaba ser la sucesora de Eduardo, el último rey anglosajón legítimo.
El sagrario de san Eduardo el Confesor en la abadía de Westminster sigue donde estaba después del traslado final de su cuerpo a la capilla este del santuario el 13 de octubre de 1269, por Enrique III. El día de su traslado, el 13 octubre (su primer traslado había sido también en esa fecha en 1163), es considerado como su día de fiesta y cada octubre la abadía tiene una semana de fiesta y oración en su honor. Durante algún tiempo desde la abadía se afirmó que tenían un juego de accesorios de gala que Eduardo había dejado para ser usados en todas las coronaciones futuras. Tras la canonización de Eduardo, fueron considerados como reliquias sagradas y posteriormente fueron utilizados en todas las coronaciones inglesas desde el siglo XIII hasta que fueron destruidas por Oliver Cromwell en 1649.
El 13 de octubre es un día de fiesta opcional para Eduardo el Confesor en la Iglesia católica de Inglaterra y Gales, y el calendario de santos de la iglesia de Inglaterra lo señala como una festividad menor. Eduardo es considerado como santo patrón de los matrimonios difíciles.

## Aspecto y carácter
La Vita Edwardi Regis manifiesta que: «(Él) era una tipo de hombre muy correcto, de altura excepcional y distinguido por su cabello y barba de un blanco lechoso, cara grande y mejillas sonrosadas, finas manos blancas y largos dedos translúcidos; en el resto de su cuerpo era una persona impecablemente real. Agradable, pero siempre digno, caminaba con la mirada baja, muy gentilmente afable con todos. Si algún asunto provocaba su mal genio, parecía tan terrible como un león, pero nunca manifestó su ira insultando». Esto, como señala el historiador Richard Mortimer, «contiene elementos obvios del rey ideal, expresado en términos adulatorios –alto y distinguido, afable, digno y justo-».
Eduardo supuestamente era incapaz de aceptar sobornos. Según el Liber Benefactorum de Ramsey, el abad del monasterio decidió que sería peligroso someter a concurso público una reclamación presentada por «un cierto hombre poderoso», pero que este fue capaz de obtener una sentencia favorable dando a Eduardo veinte marcos de oro y a su esposa cinco.

## Ancestros
|  |                              |  |  |  |  |  |  |  |  |  |  |  |  |  |  |  |
|  | 16. Eduardo el Viejo         |  |  |  |  |  |  |  |  |  |  |  |  |  |  |  |
|  |                              |  |  |  |  |  |  |  |  |  |  |  |  |  |  |  |
|  |                              |  |  |  |  |  |  |  |  |  |  |  |  |  |  |  |
|  | 8. Edmundo I de Inglaterra   |  |  |  |  |  |  |  |  |  |  |  |  |  |  |  |
|  |                              |  |  |  |  |  |  |  |  |  |  |  |  |  |  |  |
|  |                              |  |  |  |  |  |  |  |  |  |  |  |  |  |  |  |
|  | 17. Eadgifu de Kent          |  |  |  |  |  |  |  |  |  |  |  |  |  |  |  |
|  |                              |  |  |  |  |  |  |  |  |  |  |  |  |  |  |  |
|  |                              |  |  |  |  |  |  |  |  |  |  |  |  |  |  |  |
|  | 4. Edgar el Pacífico         |  |  |  |  |  |  |  |  |  |  |  |  |  |  |  |
|  |                              |  |  |  |  |  |  |  |  |  |  |  |  |  |  |  |
|  |                              |  |  |  |  |  |  |  |  |  |  |  |  |  |  |  |
|  | 9. Elfgifu de Shaftesbury    |  |  |  |  |  |  |  |  |  |  |  |  |  |  |  |
|  |                              |  |  |  |  |  |  |  |  |  |  |  |  |  |  |  |
|  |                              |  |  |  |  |  |  |  |  |  |  |  |  |  |  |  |
|  | 19. Wynflæd                  |  |  |  |  |  |  |  |  |  |  |  |  |  |  |  |
|  |                              |  |  |  |  |  |  |  |  |  |  |  |  |  |  |  |
|  |                              |  |  |  |  |  |  |  |  |  |  |  |  |  |  |  |
|  | 2. Etelredo II el Indeciso   |  |  |  |  |  |  |  |  |  |  |  |  |  |  |  |
|  |                              |  |  |  |  |  |  |  |  |  |  |  |  |  |  |  |
|  |                              |  |  |  |  |  |  |  |  |  |  |  |  |  |  |  |
|  | 10. Ordgar, conde de Devon   |  |  |  |  |  |  |  |  |  |  |  |  |  |  |  |
|  |                              |  |  |  |  |  |  |  |  |  |  |  |  |  |  |  |
|  |                              |  |  |  |  |  |  |  |  |  |  |  |  |  |  |  |
|  | 5. Elfrida                   |  |  |  |  |  |  |  |  |  |  |  |  |  |  |  |
|  |                              |  |  |  |  |  |  |  |  |  |  |  |  |  |  |  |
|  |                              |  |  |  |  |  |  |  |  |  |  |  |  |  |  |  |
|  | 1. 'Eduardo el Confesor"     |  |  |  |  |  |  |  |  |  |  |  |  |  |  |  |
|  |                              |  |  |  |  |  |  |  |  |  |  |  |  |  |  |  |
|  |                              |  |  |  |  |  |  |  |  |  |  |  |  |  |  |  |
|  | 24. Rollón                   |  |  |  |  |  |  |  |  |  |  |  |  |  |  |  |
|  |                              |  |  |  |  |  |  |  |  |  |  |  |  |  |  |  |
|  |                              |  |  |  |  |  |  |  |  |  |  |  |  |  |  |  |
|  | 12. Guillermo I de Normandía |  |  |  |  |  |  |  |  |  |  |  |  |  |  |  |
|  |                              |  |  |  |  |  |  |  |  |  |  |  |  |  |  |  |
|  |                              |  |  |  |  |  |  |  |  |  |  |  |  |  |  |  |
|  | 25. Poppa de Bayeux          |  |  |  |  |  |  |  |  |  |  |  |  |  |  |  |
|  |                              |  |  |  |  |  |  |  |  |  |  |  |  |  |  |  |
|  |                              |  |  |  |  |  |  |  |  |  |  |  |  |  |  |  |
|  | 6. Ricardo I de Normandía    |  |  |  |  |  |  |  |  |  |  |  |  |  |  |  |
|  |                              |  |  |  |  |  |  |  |  |  |  |  |  |  |  |  |
|  |                              |  |  |  |  |  |  |  |  |  |  |  |  |  |  |  |
|  | 13. Sprota                   |  |  |  |  |  |  |  |  |  |  |  |  |  |  |  |
|  |                              |  |  |  |  |  |  |  |  |  |  |  |  |  |  |  |
|  |                              |  |  |  |  |  |  |  |  |  |  |  |  |  |  |  |
|  | 3. Emma de Normandía         |  |  |  |  |  |  |  |  |  |  |  |  |  |  |  |
|  |                              |  |  |  |  |  |  |  |  |  |  |  |  |  |  |  |
|  |                              |  |  |  |  |  |  |  |  |  |  |  |  |  |  |  |
|  | 7. Gunnora                   |  |  |  |  |  |  |  |  |  |  |  |  |  |  |  |
|  |                              |  |  |  |  |  |  |  |  |  |  |  |  |  |  |  |
|  |                              |  |  |  |  |  |  |  |  |  |  |  |  |  |  |  |